# 150520 Dong
150520 Dong è un asteroide della fascia principale. Scoperto nel 2000, presenta un'orbita caratterizzata da un semiasse maggiore pari a 2,5989768 UA e da un'eccentricità di 0,1032622, inclinata di 3,19170° rispetto all'eclittica.